# 后沙峪地区
后沙峪地区是中华人民共和国北京市顺义区下辖的一个地区办事处，同时保留后沙峪镇名称，其行政事务机构实行“一套人马，两块牌子”的体制，地区办事处与镇政府合署办公。

## 地理
后沙峪地区位于顺义区西南部，东邻天竺地区、南法信地区以及首都国际机场，北接高丽营镇，西与昌平区北七家镇接壤，南与朝阳区孙河地区接界。

## 行政区划
后沙峪地区下辖以下地区：
双裕西区社区、香花畦社区、江山赋社区、双裕东区社区、蓝尚家园社区、金成裕雅苑社区、博裕雅苑社区、云赋家园社区、顺颐名苑社区、庆峪嘉园社区、蓝境佳园社区、西泗上村、古城村、罗各庄村、马头庄村、后沙峪村、火神营村、铁匠营村、枯柳树村、回民营村和董各庄村。